# Kawasaki GTR 1000
Kawasaki GTR 1000 – japoński motocykl sportowo-turystyczny produkowany przez Kawasaki w latach 1986-2006. Jego następcą jest Kawasaki GTR 1400

## Dane techniczne/Osiągi
Silnik: R4

Pojemność silnika: 998 cm³

Moc maksymalna: 98 KM/9000 obr./min

Maksymalny moment obrotowy: 86 Nm/6500 obr./min

Prędkość maksymalna: 195 km/h 

Przyspieszenie 0-100 km/h: brak danych